# Porosana
Porosana is een geslacht van vlinders van de familie spinneruilen (Erebidae), uit de onderfamilie Calpinae.

## Soorten
- P. juanalis Schaus, 1916
- P. micralis Schaus, 1916
- P. uruca Schaus, 1913